# ボーイングとエアバス
ボーイングとエアバスは、過去から現在まで、ライバル関係にある航空機製造メーカーで、特に旅客機においてはお互いライバル機を多く製造している。
初の競合機はボーイング側が製造するボーイング767とエアバス側が製造するエアバスA300である。
このような、お互いの関係と経歴を以下に述べる。

## 経歴

### 1970年代 - 中型旅客機

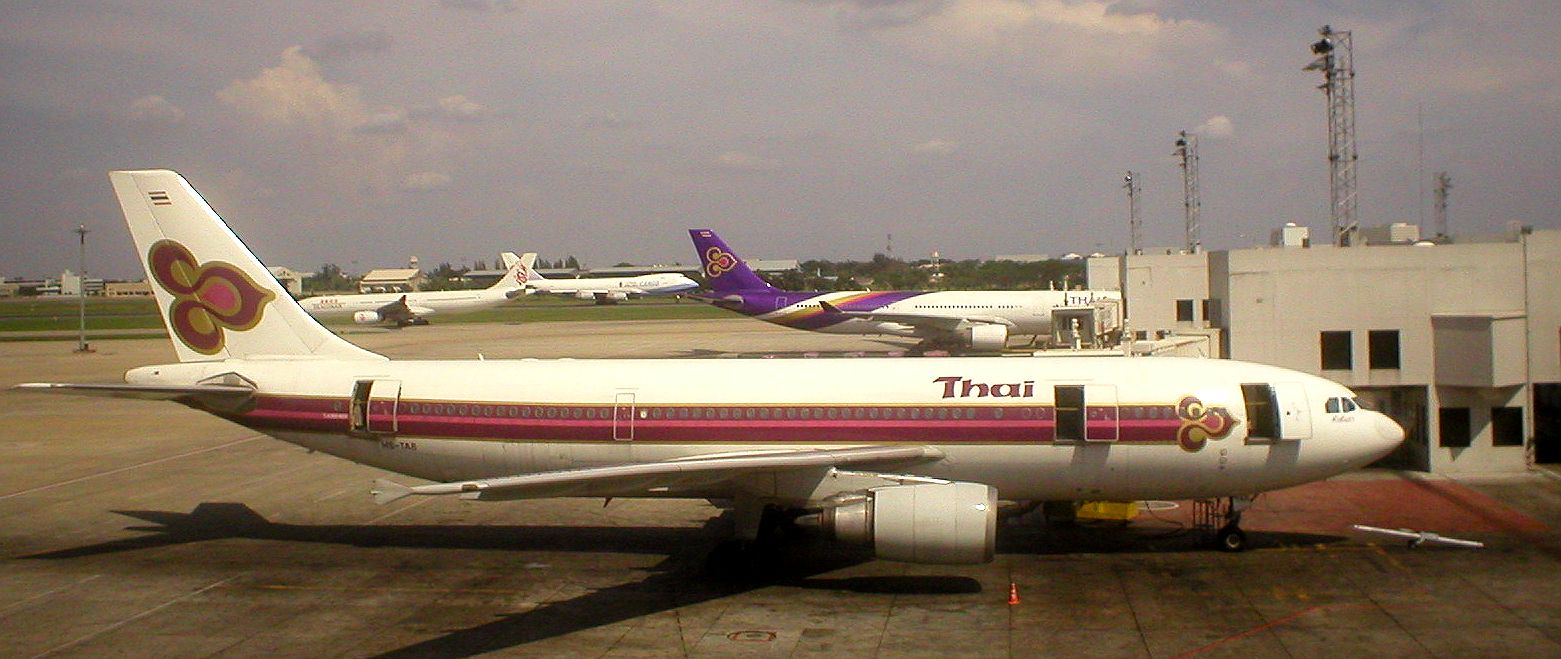
エアバスA300-600

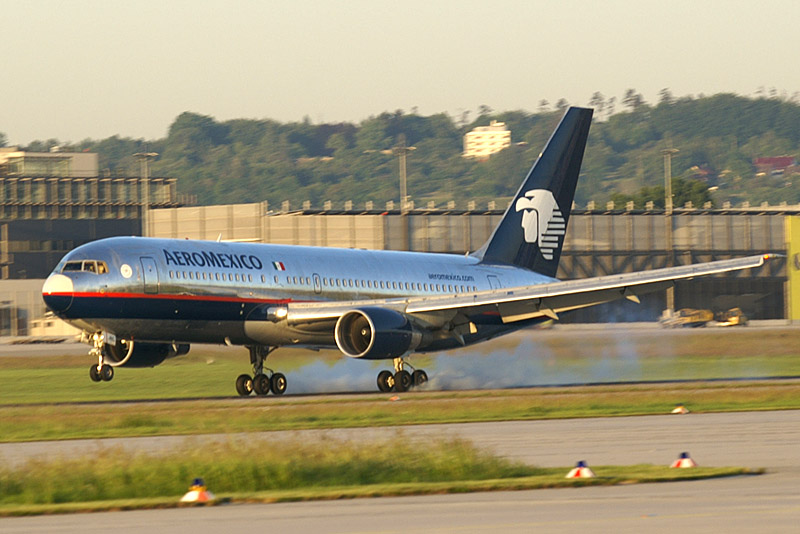
ボーイング767-200

ボーイング767とエアバスA300は、初のお互いのライバル機となった。
エアバスは1970年12月に設立され、A300が最初に開発された旅客機である。一方、ボーイングはすでに多くの航空機を開発・製造・販売をしており、767は製造するジェット旅客機の中での5番目の製品である。
エアバスA300在来型は1972年10月28日に初飛行し、ボーイング767は約9年後の1981年9月26日に初飛行した。さらにエアバスはグラスコックピット化された短胴型エアバスA310や、その技術を使用したエアバスA300-600を開発し、これは1982年4月3日に初飛行した。
両機とも、中型の双発エンジンワイドボディ機で、200人以上の乗客が乗れるよう設計された。また、エアバスA310とボーイング767で世界で初めてグラスコックピット化するなど、数多く共通点があった。
主な相違点は、エアバスA300は胴体が太いことを生かしてLD-3コンテナを2列搭載できる事に対してボーイング767は1列しか搭載できない事や、エアバスA300のほうがわずかに標準座席数が多かった事、より古い在来型エアバスA300は航空機関士を含む3メンコックピットであったのに対して、ボーイング767は当初から2メンコックピットを目指したことなどが挙げられる。ただし、エアバスA300は貨物室を広く取ったため、客室が機体の中心より上にきてしまい、客室に圧迫感があった。
後継機が開発中であり、A310は一足早い1998年に事実上生産終了しており、A300も2007年に生産終了している。現在までのところボーイング767が製造機数で上回っており、また同機は2009年現在発注を受け付けているため、今後も伸びる見込みである（ただし、新規分は軍用がほとんどである）。

### 1980年代 - 小型旅客機

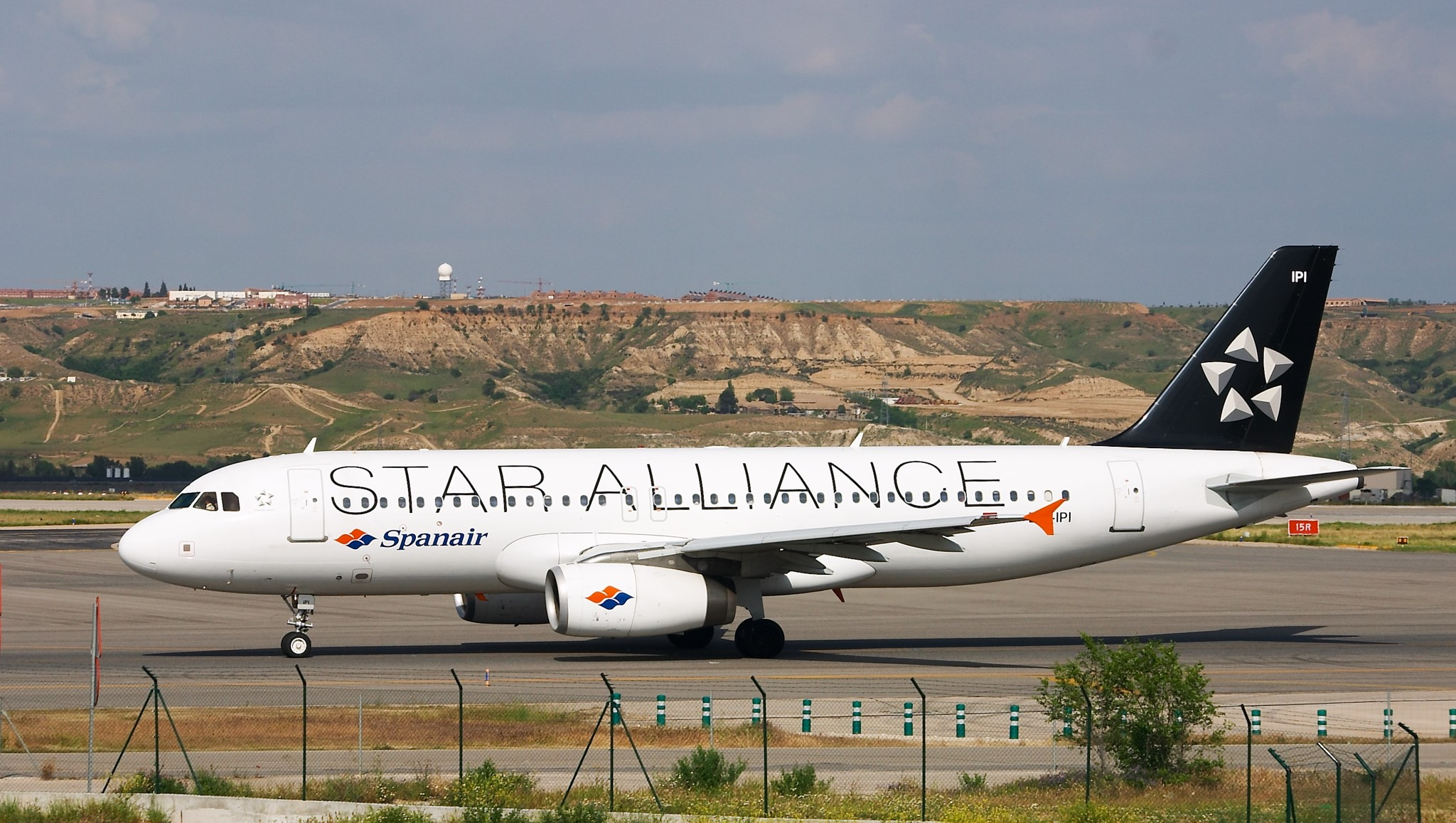
エアバスA320-200

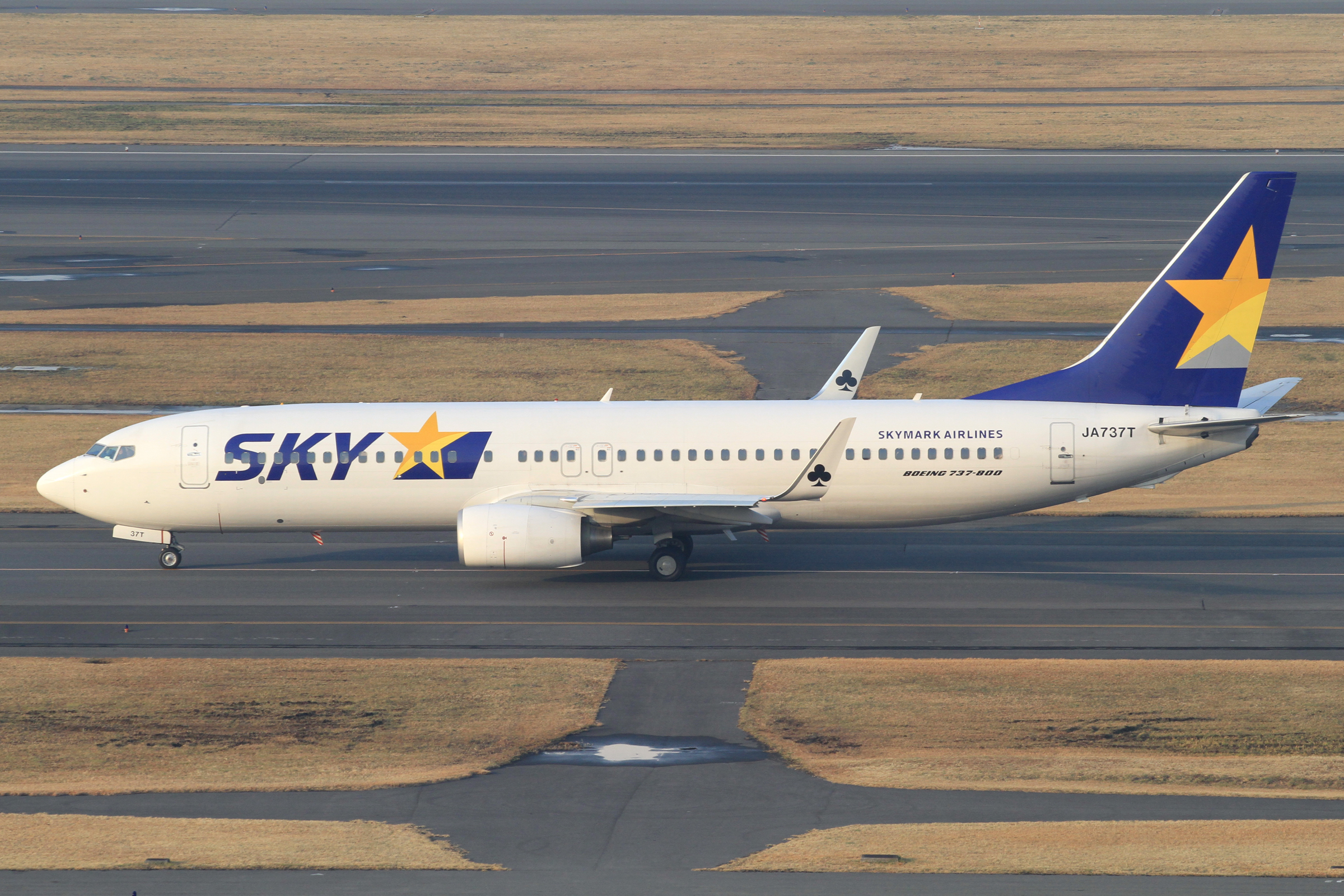
ボーイング737-800

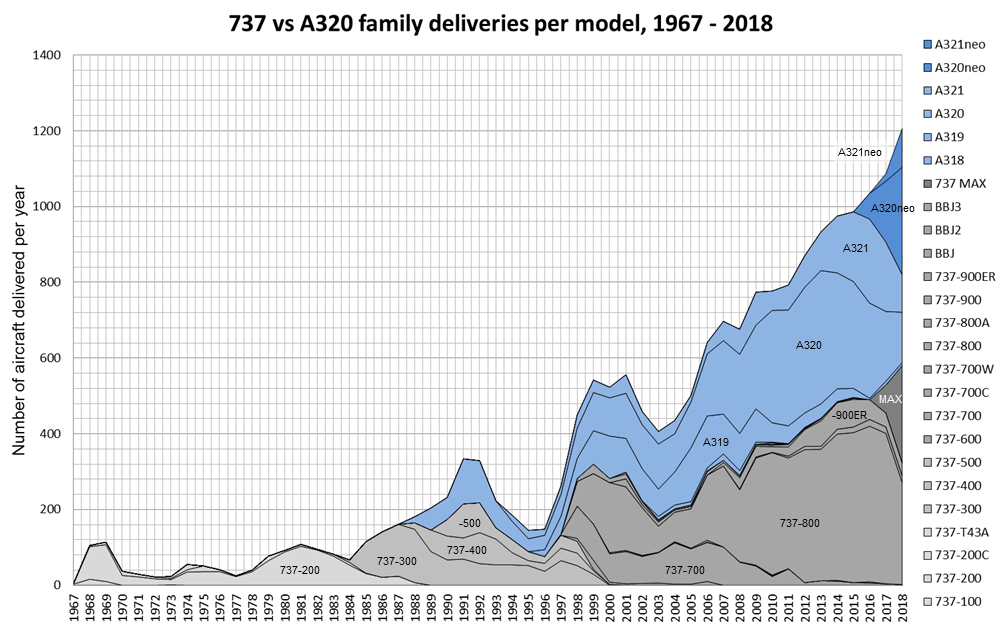
A320ファミリーと737シリーズの納入数比較（1967-2018年）

エアバスは、当時も製造が続いていたベストセラー機ボーイング727に対抗する旅客機を開発することを決定した。ボーイング727は、ボーイングが製造していた短・中距離用の中型機であったが、オイルショックなどが原因で次第に製造が終了していった。そのため、エアバスはボーイング727よりも燃費が良い旅客機を製造する必要があった。
そうして開発された旅客機が、エアバスA320シリーズである。開発していくうちにボーイング737と同クラス規模になってしまったものの、1987年2月22日に初飛行、1988年3月28日にエールフランスにより就航した。またその後、短胴型のエアバスA319とA318、長胴型のエアバスA321なども開発された。
それまで小型の旅客機の部門で優位だったボーイングは、この時ボーイング737-300を製造していた。このモデルは、新たにコンピューター制御による操縦が可能になり、燃費も大幅に向上していたものの、競争力を高めるためにはさらなる近代化が必要であった。こうして開発されたのがボーイング737NGで、1998年より就航した。
両機種とも150席クラスのナローボディ機で、グラスコックピットなどの新技術の採用などの共通点があったが、エアバスA320シリーズの方が胴体が太く、LD3-46/46Wコンテナを搭載可能であるのに対しボーイング737NGはコンテナに対応していない点、ボーイング737NGは既存の737シリーズと操縦規格を共通化させている点が主な特徴として挙げられる。現在、両機種ともさらなる発展型としてエアバスA320neoとボーイング737MAXが開発されている。
この2機種の販売では、エアバスA320シリーズで運航するアメリカの航空会社やボーイング737シリーズで運航するヨーロッパの航空会社も多く、地の利は働いていない。
一方、DC-9やMD-80シリーズにより小型旅客機市場でボーイングと競っていたマクドネル・ダグラスは、MD-80シリーズを近代化したMD-90でボーイングとエアバスに対抗したものの、設計の保守さが仇となって完全な敗退に終わった。結果としてマクドネル・ダグラスは経営不振に陥り、1997年7月末にボーイングに買収されたが、MD-90シリーズはボーイングのラインナップと重複しなかったMD-95だけがボーイング717として生産が続けられた。しかしこちらも受注が伸び悩み、2006年に生産を終了した。

### 1990年代 - 大型旅客機

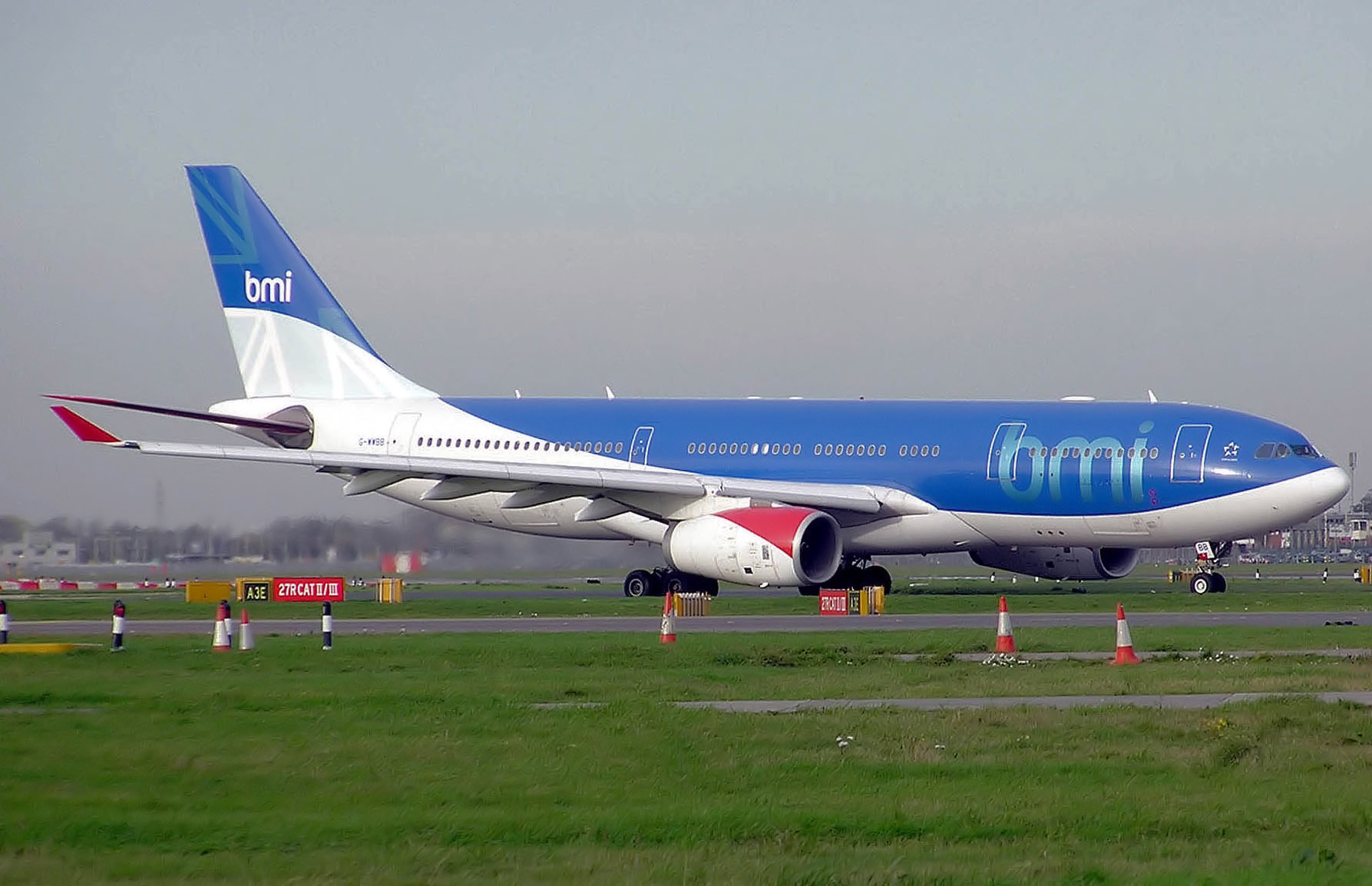
エアバスA330-200

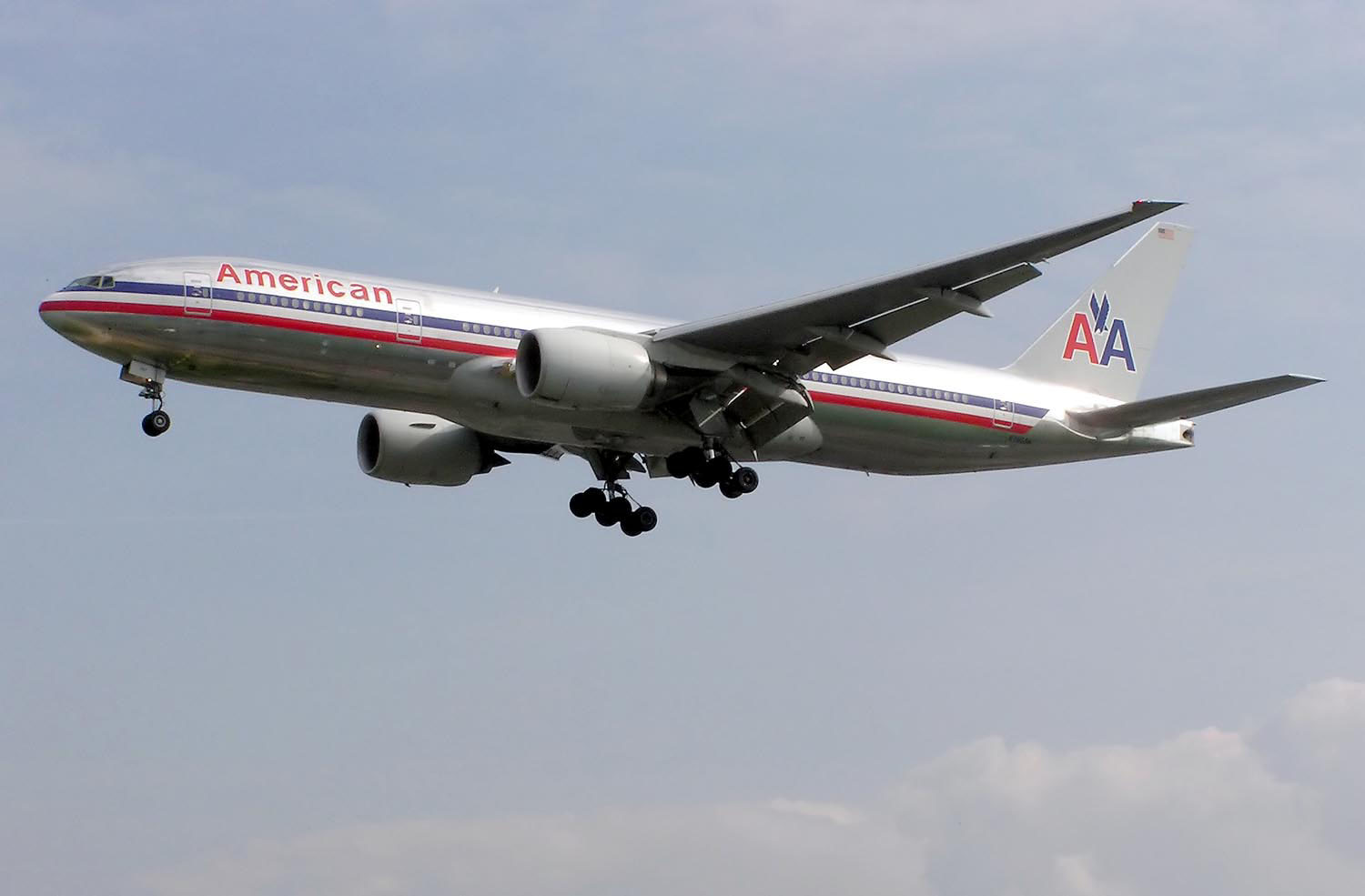
ボーイング777-200

1980年代になり、航空会社はロッキード L-1011 トライスターやマクドネル・ダグラス DC-10の後継機となる旅客機を必要としていた。この需要に対し、エアバスはエアバスA330とエアバスA340を、マクドネル・ダグラスはMD-11を開発していた。しかし、ボーイングはそれに対抗する大型旅客機をまだ開発していなかった。
そのため、ボーイングは新たに大型旅客機を開発する事を決定し、開発段階での機体名を「ボーイング767-X」に決定した。また世界ではじめて、ワーキング・トゥゲザーと呼ばれる、主要な航空会社の意見を調査し設計に反映するという試みも行った。そうして完成したのが、双発のボーイング777である。400人から500人の乗客を乗せられる大型機となり、ボーイングはこれでエアバスA330やA340、マクドネルダグラスMD-11に対抗することにした。
一方、エアバスのA330とA340は300人以上乗れる旅客機で、A330はエンジンが双発で中距離型、A340は四発エンジンで長距離型であることが違っていた。後にA340ではより大型でボーイング777と同程度の機体も開発された。
マクドネル・ダグラスMD-11は、300人以上が乗れる長距離型で、三発エンジンであった。しかし、既に三発機の立場が中途半端になっていたこともあり完全な敗退で終わった。マクドネル・ダグラスの買収後、MD-11はボーイングにより2001年2月まで製造が続けられたが新規受注は行わず、そのまま生産を終了した。
2016年4月時点では、エアバスA330とボーイング777は製造が継続されており、さらなる発展型としてエアバスA330neo、より大型のボーイング777Xが開発中である。

### 2000年代 - 次世代中型旅客機

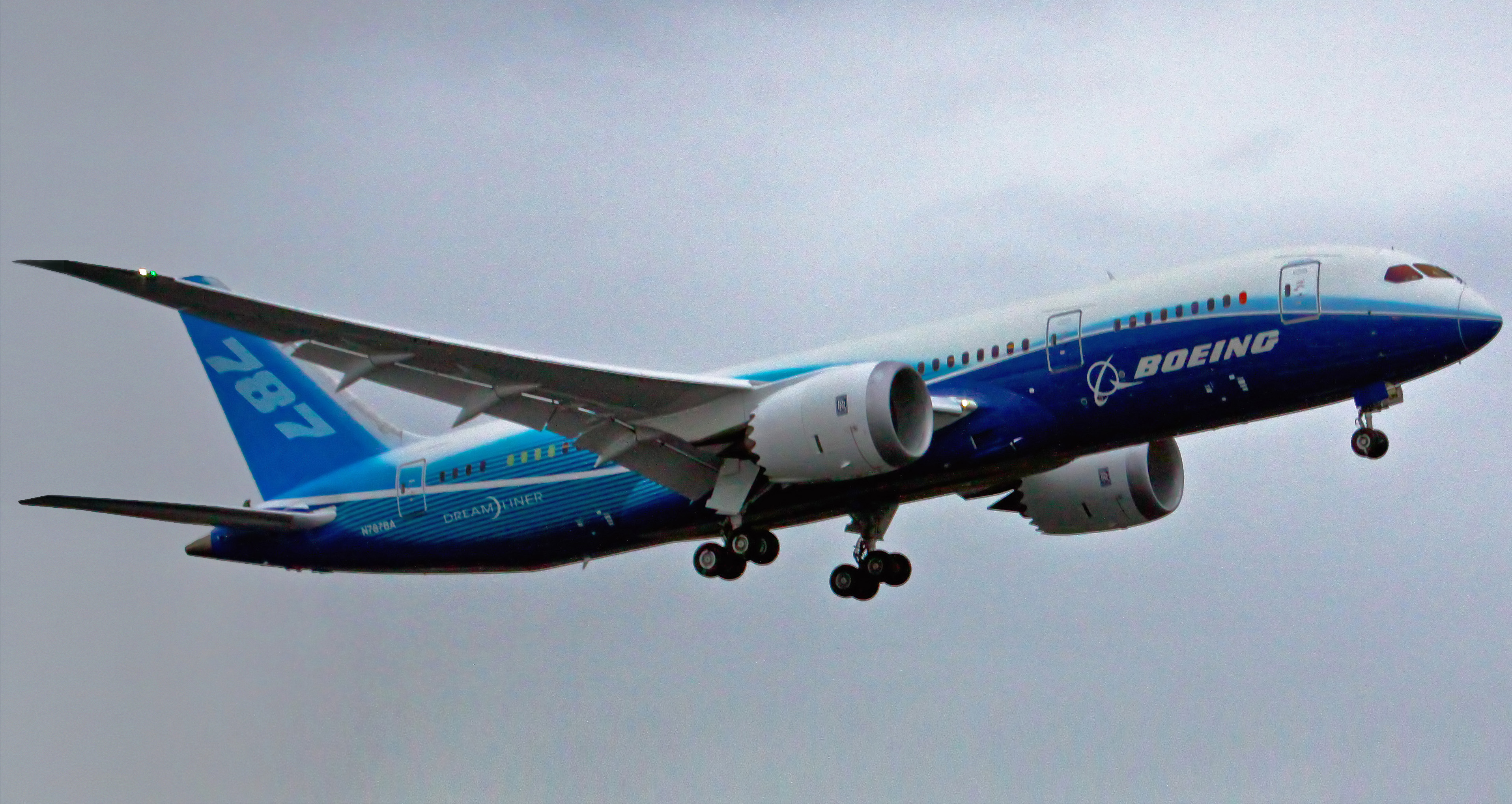
ボーイング787

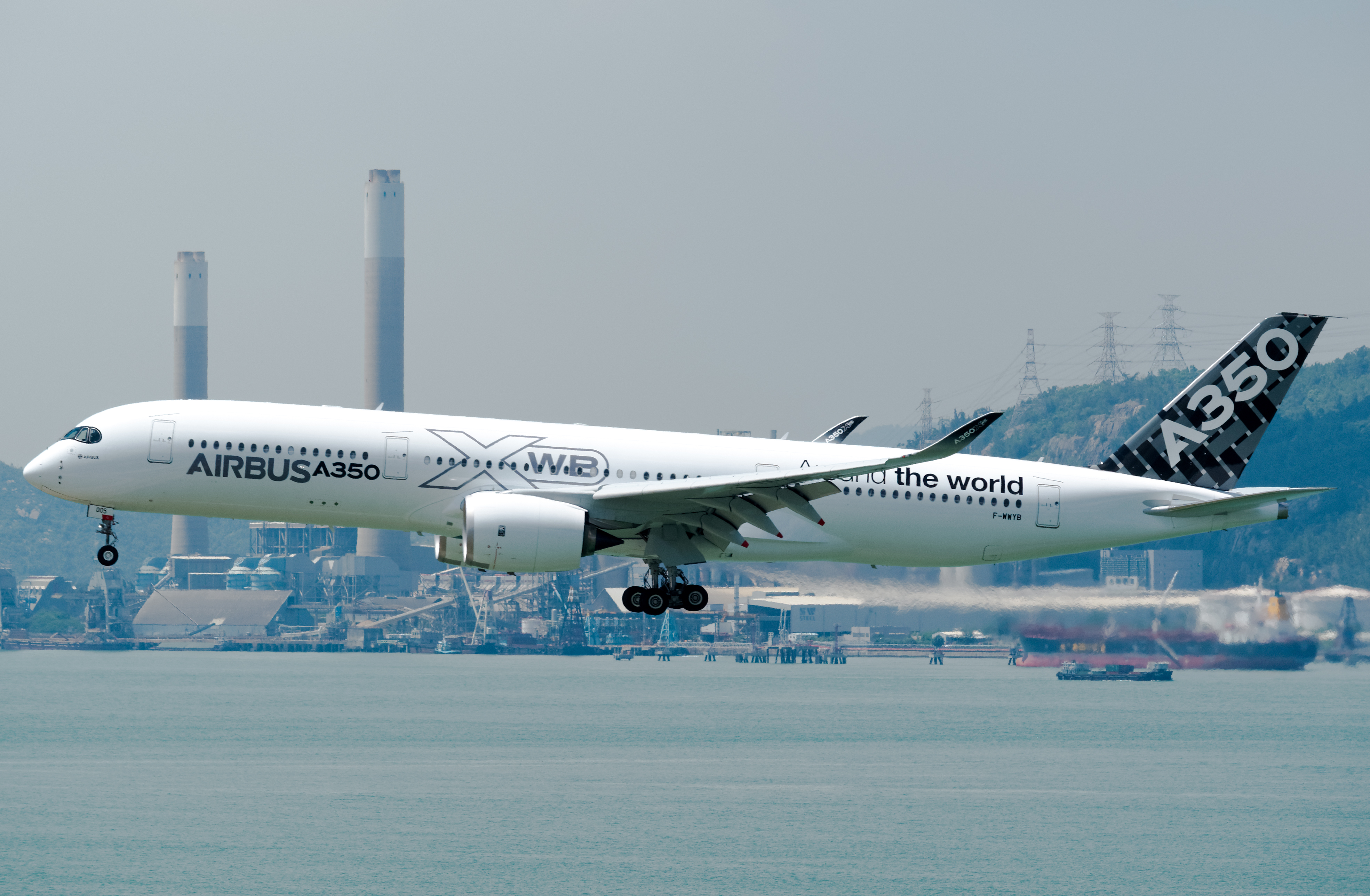
エアバス A350XWB

2000年代に入り、新たな中型旅客機への需要が高まりつつあった。
それまで使用されてきた中型旅客機は、主にエアバスA300、A310やボーイング757、767であったが、いずれも1970年代から1980年代前半に初飛行したものであり、最新鋭機に比べ技術的に見劣りする部分が見られ始めた。
そのためボーイングは、2004年にそれまで計画されていたソニック・クルーザーの開発を中断し、新たにボーイング7E7（別名:Y2）と呼ばれる次世代中型旅客機の開発に着手した（ソニック・クルーザーの開発中断の背景には、2001年のアメリカ同時多発テロの航空業界落ち込みや、航空会社の注目が低かったこともある）。また、その後、この次世代中型旅客機と正式名称をボーイング787に決定した。
それに対し、エアバスは、ボーイング7E7に対抗するための次世代中型旅客機エアバスA350 XWBの開発を開始した。
当初のエアバスA350は、エアバスA330の改良型であり、ボーイング7E7と同じく300人程度が乗れる旅客機として開発されていた。しかし、航空会社からの良好な反応が得られなかったため、2006年にまったく設計を新たにしたより大型の次世代中型旅客機を発表し、これをエアバスA350 XWBとした。大型化したことでエアバスA350 XWBはエアバスA340を引き継ぎボーイング777に対抗する位置付けとなった。次世代中型旅客機の代替機として後にエアバスA330neoやエアバスA321neoが開発される。
こうした事で、エアバスも航空会社から受注を得られたものの、2008年11月時点ではボーイング787の方が受注数では優勢である。ただし、乗客数の少ない機体の方が受注数が伸びる傾向がある。
ボーイング787は2011年10月にANAにより商業飛行は開始された。一方のエアバスA350 XWBは2011年に製造、組み立てが始まった。初飛行は2013年。そして2015年1月15日にカタール航空により商業運航が開始された。

## 両社の考え方の違い

### 大量乗客輸送に関して

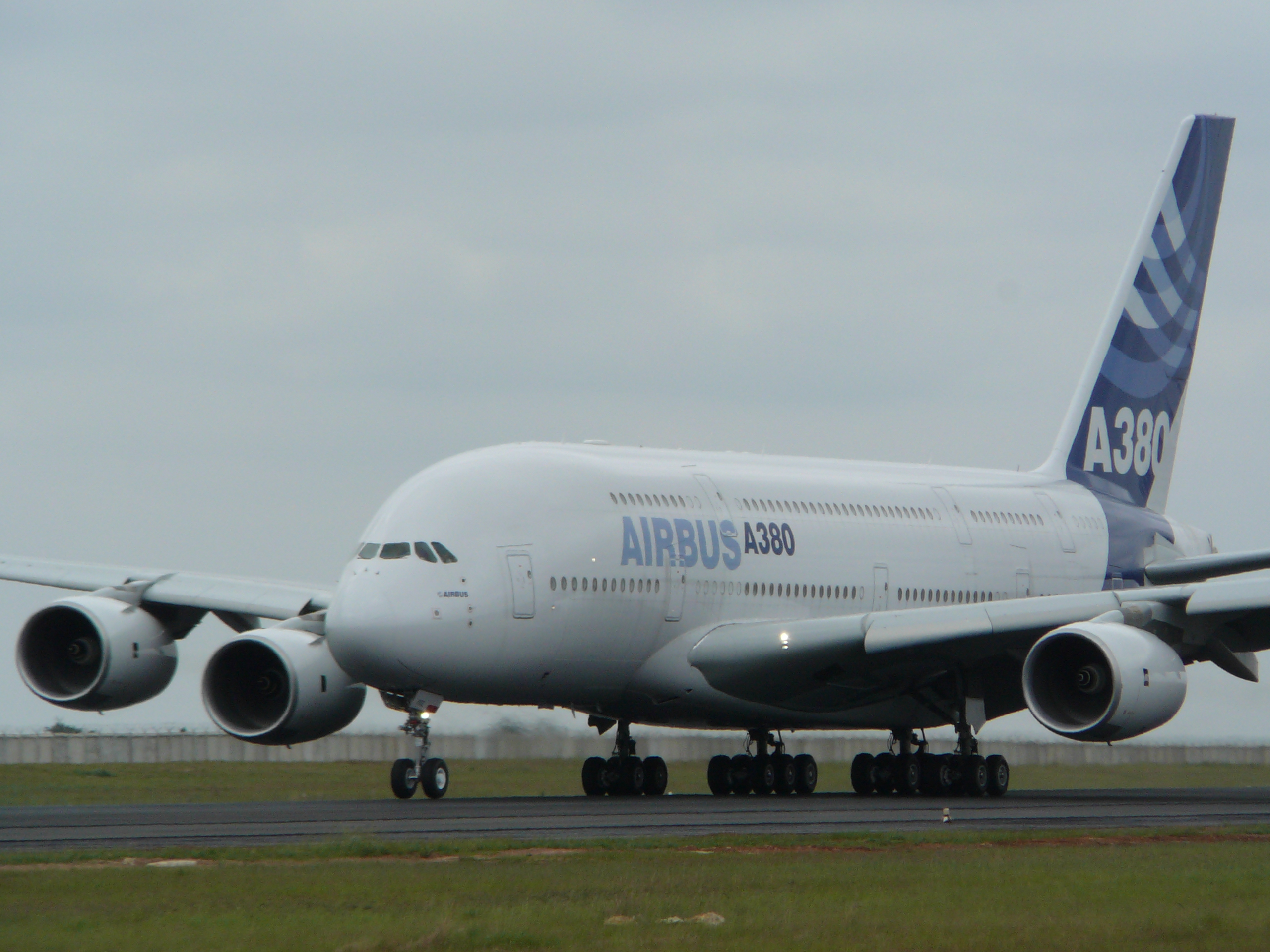
エアバスA380

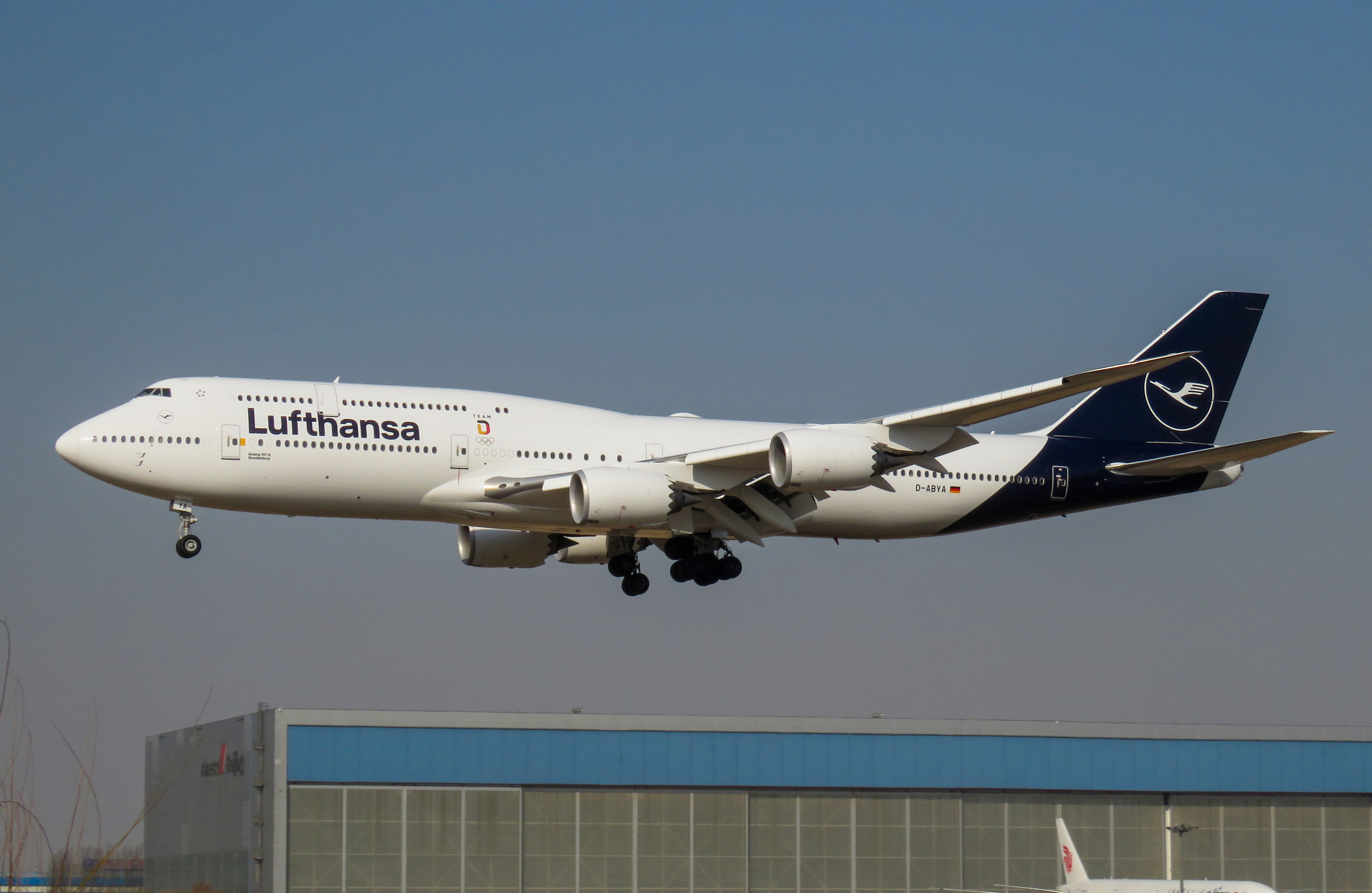
ルフトハンザドイツ航空のボーイング747-8

航空旅客の需要が伸びることに対し、エアバスは「機体を大型にして1機あたりの乗客数を増やす」（ハブ・アンド・スポーク）との予測をし、この結果がエアバスA380の開発へとつながった。
一方、ボーイングは、空港が整備され、航空機の発着数も増えるため、「大型ではなくても、旅客機がたくさんあれば需要に応じられる」（ポイント・トゥー・ポイント）としており、この結果としてソニック・クルーザーの開発を構想するも頓挫し、後にボーイング767の後継機としてボーイング787の開発へとつながった。
エアバスA380の開発に対しボーイング747-8が開発され、ボーイング787に対してはエアバスA350 XWBが開発されたが、2020年代にはエアバスA380とボーイング747-8は生産を終了している。なお、ボーイング747-8の乗客数はエアバスA350 XWBとエアバスA380の中間になっており、直接の競合機とはなっていない。 

### 操縦システムに関して
エアバスは3つの操縦システム（Normal law、Alternate law、Direct law)を採用しており、Normal lawではパイロットエラーを防ぐ機能が搭載されている。ボーイングとは違い、オーバーライドするには特定の操作によりAlternate law又はDirect lawに切り替える必要がある。
- Pitch attitude Protection
  - ピッチ角を下向き15度から上向き20,25,30度のいずれかに制限する。
- High Speed Protection
  - Vmo(最大運用限界速度) +6ノット または Mmo +マッハ0.01を超えた際にピッチを上げエンジン出力を下げることにより速度超過による不安定な飛行または機体への損傷を防ぐ。
- α-Floor protection
  - 失速を回避するため一定の速度を下回るとTOGA推力が設定されピッチを下げる。
- 速度が失速に近づいた場合に自動的にTOGA推力を設定し、機種を下げ失速を回避する機能。
- Bank Angle Protection
  - バンク角が33度を超え、サイドスティックからの入力がない場合は自動的に33度までバンク角を回復する。またパイロットがサイドスティックをどれだけ操作してもバンク角が67度を超えることはない。

一方、ボーイングではフライ・バイ・ワイヤを採用している機体自体が少なく（ボーイング737MAXなどもフライ・バイ・ワイヤは採用されていない。）、フライ・バイ・ワイヤが採用されているボーイング777やボーイング787でもパイロットエラーを防ぐ機能は搭載されているもののパイロットが強く操縦桿を操作することでオーバーライドすることができる。

### 操縦桿に関して
フライ・バイ・ワイヤ機の開発に当たって、エアバスは操縦入力装置としてサイドスティック式の操縦桿を採用しているが、ボーイングは旧来と同じデザインの操縦輪を採用している。

### エンジン配置に関して

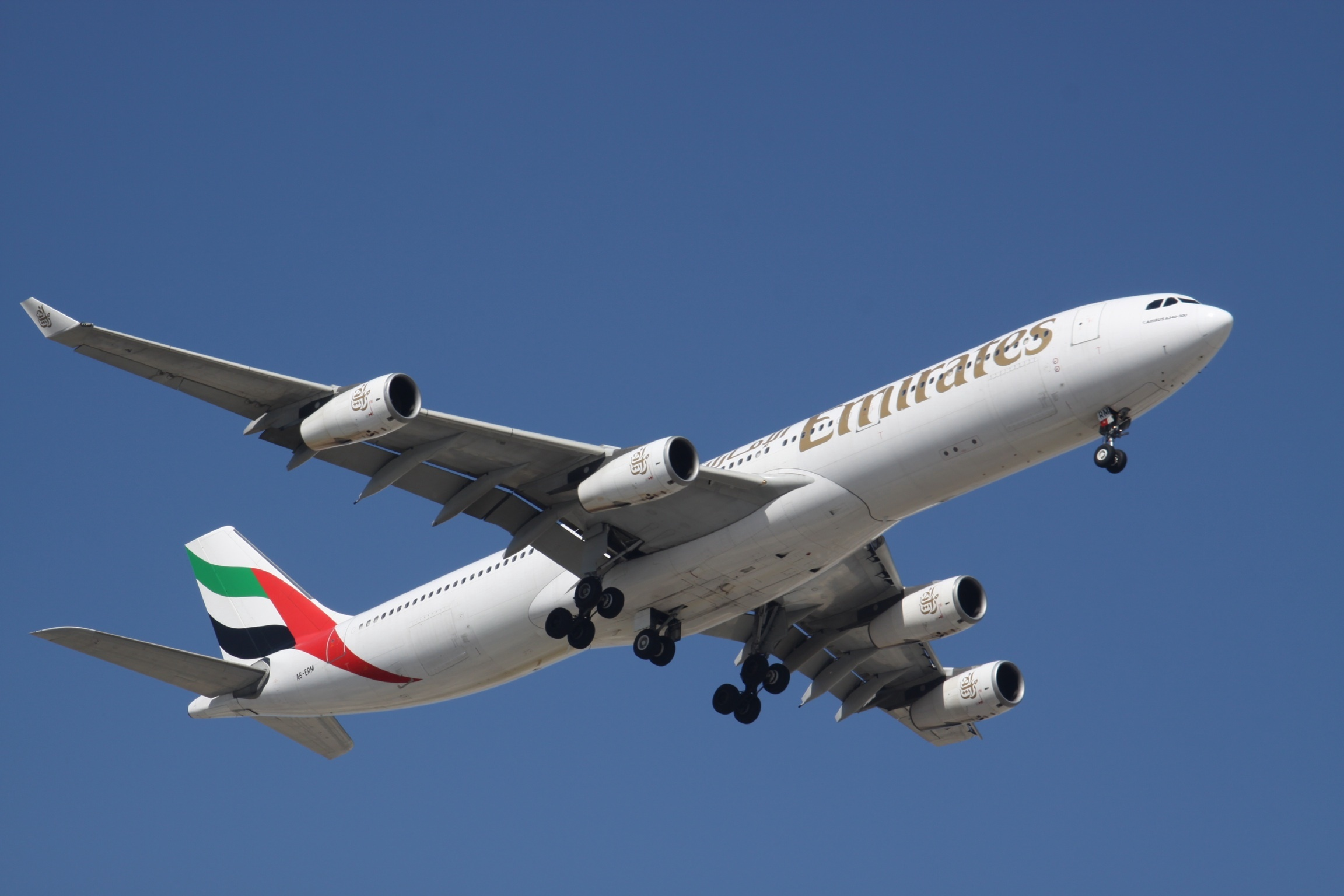
エミレーツ航空のエアバスA340

エンジンの技術はどんどん進歩して、エンジン1基あたりの持ち時間や推力も増え、信頼性も大幅に向上している。1990年代の大型旅客機において、ボーイングはそのようなことから「エンジンを大型化し、1基あたりの持ち時間を増やすことで、エンジン故障時の安全は確保される」としているが、エアバスは「エンジンが4基ほどあった方が安全性は図れる」として、エアバスA340の製造を続けていた。しかしながら、需要が長続きしなかったため2011年をもってA340の製造は終了。一方、双発エンジン版の姉妹機エアバスA330は売れ行きが好調となったため生き残り、後継機のエアバスA330neoが開発されるなどロングセラー機となった。